# Волки (Полтавская область)
Волки (укр. Вовки) — село,
Клюшниковский сельский совет,
Миргородский район,
Полтавская область,
Украина.
Код КОАТУУ — 5323283403. Население по переписи 2001 года составляло 10 человек.

## Географическое положение
Село Волки находится на расстоянии в 2 км от сёл Травневое и Вязовое.